# Multi-Man
Multi-Man (Duncan Pramble) is een personage van DC Comics en hij is een superschurk.
Origineel een vijand van The Challengers of the Unknown, dronk Pramble een substantie beter bekend als "Liquid Light", dat werd gevonden in een oude tempel. Het effect van deze substantie was dat als hij dood ging, hij werd herboren met een nieuwe supergave, meestal als een energiewezen of een monster. Het bij-effect was dat hij een buitenproportioneel groot hoofd kreeg (met gepunte oren en grote ogen) en zijn lichaam werd klein en zwak.
Later sloot hij zich aan bij de Injustice League en daarna bij de Justice League Antarctica. Daar werd bekend dat zijn vele doden en wedergeboorten hem een vorm van Bipolaire stoornis gaf. Rond deze tijd was hij betrokken in een Challengers of the Unknown mini-series, waar hij veel dood en bederf zaaide. Later verscheen hij bij de Bell Reve Prison opstand, waar hij en anderen Green Lantern wisten te verslaan, nadat zijn ring was gestolen. Hij was ook deel van The Joker's "last laugh" cross-over waar The Joker hem honderden keren dood totdat hij de gave krijgt om schurken vrij te laten.